# Данилов (Ростовская область)
Дани́лов — хутор в Каменском районе Ростовской области.
Входит в Груциновское сельское поселение.

## Население
| 2010 |
| ---- |
| 496  |

## Уличная сеть
| - пер. Веселый, - пер. Зелёный, - пер. Молодёжный, - пер. Профильный, - пер. Садовый, - пер. Школьный, | - ул. Виноградная, - ул. Раздольная, - ул. Стадионная, - ул. Театральная, - ул. Центральная. |